# Morro Brás
Morro Brás (em Crioulo cabo-verdiano (escrito em ALUPEC): Morr Brás) é uma aldeia na ilha de São Nicolau de Cabo Verde.

## Aldeias próximas
- Ribeira Brava
- Juncalinho, a leste